# Emílio Blum
Emílio Ramos Blum (Bagé, 10 de abril de 1861 — Mendes, 5 de março de 1918) foi um engenheiro e político brasileiro.
Filho dos franceses Jacques Blum e Amélia Blum. Casou com Margarida Maria dos Santos, pais de Heitor Blum.
Em 1891 foi eleito deputado ao Congresso Representativo de Santa Catarina (Assembleia Legislativa), para elaborar a Constituinte de 1891 e para a 1ª Legislatura (1892-1893).
Foi prefeito de Florianópolis e deputado federal de 1894 a 1896.